# Stuart Hayes
Stuart Phillip Alfred Hayes (Isleworth, 16 april 1979) is een triatleet uit Groot-Brittannië. Hij nam eenmaal deel aan de Olympische Spelen en won bij die gelegenheid geen medailles.
In zijn jeugd deed hij aan zwemmen en vanaf 15 jaar oud begon hij met triatlon. Hij nam namens zijn vaderland deel aan de Olympische Spelen (2012) in Londen, waar hij eindigde op de 37ste plaats in de eindrangschikking met een tijd van 1:51.04.
In januari 2012 trouwde hij met triatlete Michelle Dillon. Hij komt uit voor Team Dillon.

## Palmares

### triatlon
- 2005: 16e WK olympische afstand in Gamagōri - 1:51.14
- 2013: 101e WK olympische afstand - 174 p